# Mike Cooper
Michael Cooper (Reading, 24 augustus 1942) is een Britse muzikant (countryblues, jazz, experimenteel, Hawaiaanse muziek).

## Biografie
Mike Cooper werd geboren in Reading, Berkshire. Na een aantal jaren als kind in Australië te hebben doorgebracht, keerde hij terug naar het Verenigd Koninkrijk. Hij begon met gitaar spelen nadat hij op 16-jarige leeftijd de school had verlaten en raakte betrokken bij lokale skiffle-bands. Nadat hij een tijd in lokale jazzclubs had doorgebracht, zag hij in 1961 Sonny Terry en Brownie McGhee spelen met Terry Lightfoot en harmonica-speler James Cotton, die met de band van Chris Barber speelde op het Beaulieu Jazz Festival. Geïnspireerd door Alexis Korner vormde hij de r&b-band de Blues Committee, waarin hij de leadzanger was. De band ondersteunde bezoekende bluesmuzikanten, waaronder John Lee Hooker, Jimmy Reed en Sonny Boy Williamson II. Met wisselende bezetting, diversifieerde de Blues Committee zich vanaf 1964 in zowel moderne jazz als r&b. Cooper speelde ook als solo-act in folkclubs rond Reading, waar hij countryblues en volksmuziek uitvoerde en naar verluidt de kans om zich bij The Rolling Stones aan te sluiten als gitarist afgewezen had. Nadat hij musici als Martin Carthy, Leon Rosselson en Don Partridge had ontmoet, begon hij te spelen in clubs in Londen en verscheen hij kort als gitarist in de film That Kind of Girl uit 1963. Hij kocht een National Resophonic-gitaar uit 1932 en leerde het repertoire van liedjes van Blind Boy Fuller spelen, waarbij hij geleidelijk zijn eigen stijl kreeg en leerde lapsteelgitaar te spelen met een miniatuurwhiskyfles.
In 1965 werd Cooper professioneel en speelde hij regelmatig optredens in en rond Reading. Hij ontmoette de virtuoze gitarist Derek Hall en ze vestigden een gedeelde residentie in het Shades-koffiehuis in Reading, waar bezoekende artiesten als John Renbourn, Bert Jansch, Davey Graham, Al Stewart en anderen werden ontvangen. Met Hall nam Cooper de limited edition ep Out of the Shades op bij het lokale Kennet-platenlabel, bestaande uit een mix van countryblues en andere deuntjes. Nadat Hall was verhuisd, werkte Cooper samen met mondharmonicaspeler Jerry Kingett en nam een nog niet uitgebracht album op in Nederland. Cooper bleef optreden als solo-act en toerde veel in het Verenigd Koninkrijk en Europa. In 1968 nam hij de ep Up the Country Blues op voor het Saydisc-label in Bristol met albumnotities van zijn vriend Ian A. Anderson. Cooper en Anderson verschenen, met collega-akoestische bluesmuzikanten Jo Ann en Dave Kelly, op het album Blues Like Showers of Rain en Cooper en Anderson deelden ook de lp The Inverted World, beide albums uitgebracht op het Matchbox-label. Cooper bleef zijn speelstijl ontwikkelen en trad op in het Verenigd Koninkrijk in clubs en op festivals. In 1968 tekende hij een platencontract, aangeboden door producent Peter Eden bij Pye Records en aan het einde van het jaar nam hij het album Oh Really!? op. Op één nummer na van Blind Boy Fuller en Son House, zijn alle nummers geschreven door Cooper. Het album werd uitgevoerd als akoestische blues met Cooper, die sterk werd beïnvloed door Mississippi Fred McDowell, met wie hij optrad.
Cooper ontwikkelde steeds meer zijn eigen eclectische benadering na zijn blootstelling aan een breder scala aan muziek, vooral jazz, op festivals waar hij optrad. Zijn tweede album Do I Know You? bij Pye's dochteronderneming Dawn Records, bevatte het basspel van jazzmuzikant Harry Miller, evenals veldopnamen, en werd gevolgd door zijn album Trout Steel uit 1970, met een breder scala aan muzikanten, waaronder Mike Osborne, Alan Skidmore en John Taylor, evenals Harry Miller, Stefan Grossman en de folkrockband Heron. Het album wordt beschouwd als een van zijn meest duurzame en invloedrijke opnamen. Zijn volgende album Places I Know was oorspronkelijk bedoeld als dubbelalbum, met een lp met blues-opnamen en de andere met jazz en rock, maar werd uitgebracht als een enkel album, toegeschreven aan Mike Cooper met The Machine Gun Co. en Michael Gibbs. In 1972 bracht hij The Machine Gun Co. uit met Mike Cooper, een bandalbum waarop de andere leden Geoff Hawkins (saxofoon), Alan Cook (keyboards), Les Calvert (bas) en Tim Richardson (percussie) waren. Hij werd aangemoedigd door muziekdirecteur Tony Hall om te maken wat zijn laatste album van het decennium zou worden: Life & Death in Paradise. Het werd uitgebracht in 1974 en bevatte drummer Louis Moholo. In 1977 werden twee van zijn nummers opgenomen op het album Country Blues Guitar Festival van Stefan Grossman, waarop ook Son House en Jo Ann Kelly te horen waren. Cooper bleef optreden en toeren in het Verenigd Koninkrijk en Europa, vaak in samenwerking met jazzmuzikanten. 
Op het album Ave They Started Yet? werd begin 1980 een samenwerking opgenomen met danseres Joanna Pyne tijdens een tournee door Europa. Datzelfde jaar nam hij een live-album op in Berlijn met freejazzmuzikanten David Holland en Lol Coxhill (gecrediteerd als The Johnny Rondo Duo). Hij speelde ook in G.T. Moore's reggaeband The Outsiders, de experimentele band The Mayhem Quartet, de "no wave" jazzgroep Beating Time, de band Avant Roots, die een mix van Griekse rebetika en geïmproviseerde muziek speelt, de akoestische countrybluesband National Gallery en de electric bluesband Continental Drift.
In 1985 nam hij The Continuous Preaching Blues op met Ian A. Anderson. Hij nam ook op met saxofonist Lol Coxhill en percussionist Roger Turner als The Recedents. Cooper werd steeds meer beïnvloed door Polynesische slack key gitaarstijlen en in 1987 nam hij het album Aveklei Uptowns Hawaiians op met de Franse slide-gitarist Cyrille Lefebvre en andere muzikanten, waaronder Lol Coxhill. Hij is blijven opnemen in een unieke stijl die hij 'ambient electronic exotica' heeft genoemd. Van 1986 tot 1996 trad hij op in Europa (Italië/Duitsland/Zwitserland) met de vierkoppige countrybluesband National Gallery met Mark Makin, Michael Messer en Ed Genis. Ze traden op rond verschillende festivals en verschenen in de Paul Jones Blues-show op BBC Radio 2. Ze verschenen ook op Rai 1 TV in Italië. De cd National Gallery - Keep It Clean, met de helft van de band (Cooper/Makin), werd uitgegeven bij Rhiannon Records. Wonend in Rome, richtte hij in 1999 zijn eigen Hipshot-label op om zijn opnamen uit te brengen en zijn daaropvolgende publicaties waren vruchtbaar. Sommige van zijn albums bevatten looped samples van muziek, opgenomen in de Pacific, Nieuw-Guinea, Australië en elders, vaak elektronisch bewerkt. Zijn latere publicaties omvatten Rayon Hula (2004), met voorbeelden van exotica-muzikant Arthur Lyman, White Shadows in the South Seas (2013) en New Globe Notes (2014). Cooper heeft ook partituren geschreven en uitgevoerd voor stomme films, die op festivals over de hele wereld worden gespeeld. Hij heeft ook veel geschreven over Hawaiiaanse slack key gitaarstijlen en artiesten.
Zijn vroege jaren 1970 albums Trout Steel, Places I Know en The Machine Gun Co. met Mike Cooper zijn opnieuw op cd uitgebracht.

## Discografie

### Soloalbums
- 1969: Oh Really!? (Pye)
- 1970: Do I Know You? (Dawn)
- 1971: Trout Steel (Dawn)
- 1972: Places I Know (Dawn)
- 1975: Life & Death in Paradise (Fresh Air)
- 1982: Mississippi Delta Blues – Live from Papa Madeo (LTR)
- 1996: Island Songs (Nato)
- 1999: Kiribati (Hipshot)
- 1999: Zanzibar (Hipshot)
- 2000: Finding Other Worlds – 21st Century Guitars (Hipshot)
- 2001: Marconi (Hipshot)
- 2001: Globe Notes (Hipshot)
- 2002: Attenti Al Fuso (Hipshot)
- 2003: Radio Daze (Hipshot)
- 2003: Cruising Paradise (Hipshot)
- 2004: Rayon Hula (Hipshot)
- 2005: Metalbox (Hipshot)
- 2005: Reluctant Swimmer / Virtual Surfer (Hipshot)
- 2006: Spirit Songs (Hipshot)
- 2006: Giacinto (Hipshot)
- 2006: Borders (Hipshot)
- 2007: Send of the Sea (Hipshot)
- 2007: Beach Crossings – Pacific Footprints (Rai Trade)
- 2008: Future Folk (Hipshot)
- 2008: Aelita, Queen of Mars (Hipshot)
- 2008: Tabu (Hipshot)
- 2008: Onibaba (Hipshot)
- 2008: Pacific Voyager (Hipshot)
- 2008: Chao Phraya (Hipshot)
- 2009: Live at the Hint House, New York City (Qbico)
- 2010: Live in Sardinia (Hipshot)
- 2010: Live in Athens (Hipshot)
- 2010: Blue Guitar (Hipshot)
- 2011: Radio Paradise – Mike Cooper in Beirut (Johnny Kafka)
- 2013: White Shadows in the South Seas (Room40)
- 2015: Forbidden Delta Planet Blues (Linear Obsessional)
- 2015: Light on a Wall (Backwards)
- 2015: Fratello Mare (Room40)
- 2016: Guitar Solos – Free at Last (Hipshot)
- 2016: Sky Songs (Hipshot)
- 2016: New Guitar, Old Hat, Knew Blues (Room40)
- 2017: Raft (Room40)
- 2018: The Five Rings (Hipshot)
- 2018: Tropical Gothic (Discrepant)

### Samenwerkingen en gedeelde albums
- 1968: Blues Like Showers of Rain (various artists, Saydisc)
- 1968: Inverted World (met Ian A. Anderson, Saydisc)
- 1971: Mike Cooper met the Machine Gun Co. en Michael Gibbs (Dawn)
- 1973: The Machine Gun Co. met Mike Cooper (Dawn)
- 1977: How To Play Blues Guitar Vol. 2 (met Stefan Grossman, Kicking Mule)
- 1978: Country Blues Guitar Festival (met Stefan Grossman, Kicking Mule)
- 1981: 'Ave They Started Yet? (met Joanna Pyne, Matchless)
- 1982: Johnny Rondo Duo Plus Mike Cooper (met Lol Coxhill en David Holland, FMP)
- 1985: The Continuous Preaching Blues (met Ian A. Anderson, Appaloosa)
- 1986: Barbecue Strut (as The Recedents, met Lol Coxhill en Roger Turner, Nato)
- 1987: Aveklei Uptown Hawaiians (met Cyril Lefebvre, Chabada)
- 1991: Zombie Bloodbath on the Isle of Dogs (als The Recedents, met Lol Coxhill en Roger Turner, Nato)
- 1994: Avant Roots (met Viv Dogan Corringham, Mash)
- 1998: Improvvisazioni Quartetto (met Jean-Marc Montera, Mauro Orselli, Eugenio Sanna, Ada)
- 2001: Hulabaluh (met The Uptown Hawaiians, Hipshot)
- 2003: Live @ Cineclub Detour (met Richard Nunns en Elio Martusciello, Hipshot)
- 2003: Guardia Avanti (met Viv Corringham, Lol Coxhill, Steve Beresford, Max Eastley, Hipshot)
- 2006: Tu Fuego (met Jeff Henderson, Anthony Donaldson, Tom Callwood, Qbico)
- 2008: Oceanic Feeling-Like (met Chris Abrahams, Room40)
- 2013: Right Hear Side By Side (met Yan Chiu Leung, Linear Obsessional)
- 2014: Trace (met Chris Abrahams, Al Maslakh)
- 2014: Truth in the Abstract Blues (met Fabrizio Spera, Roberto Bellatalla, Ethbo)
- 2014: Cantos de Lisboa (met Steve Gunn, Rvng)

- Bibliothèque nationale de France: cb140389520 (data)
- International Standard Name Identifier: 0000 0004 0662 0585
- Library of Congress Control Number: no98004972
- MusicBrainz: ba4a8208-cb9e-48e3-a662-ec447fb65cad
- Virtual International Authority File: 9455787
- WorldCat: E39PBJtH6P74dxCRdQYyHQVwG3